# Columbano
Columbano (em irlandês:  Colum Bán, em latim: Columbanus; Leinster, Irlanda, 540 – Bobbio, Itália, 23 de Novembro de 615), monge e missionário irlandês, conhecido pela fundação de inúmeros mosteiros pela Europa.
Seguidor da regra do seu conterrâneo São Columba, dirigiu-se ao continente a fim de o evangelizar cerca do ano 590, onde, a partir de então fundou diversos mosteiros nos reinos francos, começando por Luxeuil logo nesse ano.
Como cristão celta que era, espalhou pela França o uso dos penitenciais tarifados, destinados a castigar pecados conforme a sua gravidade — uma prática que era incomum ainda na Europa, pois a confissão não era auricular, e a penitência era geralmente coletiva; porém, é graças aos seus esforços que se desenvolve a confissão privada e a importância de um exame de consciência prévio.
Devido à sua itinerância permanente, desorganizando até as dioceses preexistentes e entrando em conflito aberto com os bispos locais e com os soberanos merovíngios (mormente devido à data da celebração da Páscoa, já que o calendário celta estava ligado a São João Evangelista, e o calendário romano a São Pedro e a São Paulo, tendo como tal datas distintas para as comemorações litúrgicas), Columbano deslocou-se para a Itália dos Lombardos em 612, onde tentou a conversão do seu reino (Teodolinda, a esposa do rei lombardo Agilolfo, era já católica, e através desse expediente tentou Columbano converter o soberano, e por conseguinte, o seu reino, no que não foi bem-sucedido; contudo, pôde aí estabelecer o mais importante mosteiro fundado por si — a abadia de Bobbio (situada na moderna região do norte da Itália de Emilia-Romagna), em que Umberto Eco se baseou para escrever o seu romance, "O Nome da Rosa". Aí faleceu em 615. 

## Nota
- Columbano não deve ser confundido com o seu contemporâneo e conterrâneo irlandês São Columba.